# Завосина
Заво́сино — село в Україні, у Закарпатській області, Великоберезнянському районі. Село підпорядковане Малоберезнянській сільській раді. Розташоване в гірській частині, у долині річки Петричели, правої притоки Ублянки.

## Історія
Село було засноване Шолтесом та переселеннями в першій половині XVI століття на місцевості, що належала Ужгородсько-Невицькій замковій домінії. Вперше згадується в грамотах 1599-року як Zavoszina.
Назви: 1728- Zauszina, 1773- Zauszina, 1808-Zausina, Zaussina, 1851-Zauszina, 1913-Szénástelek.
У 1567 році Завосино було оподатковане від двох наділів (кожне з чотирьох господарств користувалося половинним наділом). У 1588 році чотири домогосподарства були оподатковані від 1,75 наділу, тобто три домогосподарства користувалися половинними наділами, а одне — четвертинним. Після появи у 1599 році нових переселенців у Завосині було взято на облік 31 селянське залежне господарство і господарство Шолтеса.
Завосино, яке було одним з наймолодших посилень Ужанської долини, швидко зростало. На рубежі XVI—XVII століть воно перетворилося на велике село. З невідомих причин, наприкінці XVII — на початку XVIII століть з нього вибуло 2/3 селянських сімей.
У 1715 році, як зафіксували податкові списки, у селі проживало дев'ять сімей: сім  селянських залежних дві желярські.
У 1751 році джерела згадують про дерев'яну церкву, яка знаходилася в доброму стані. Мала два дзвони  та святі образи, намальовані на полотні. Тепер у селі мурована церква з Воздвиження Чесного Хреста, споруджена у 1880 році. Головною прикрасою церкви є її чудовий іконостас.
У  роки  Другої світової війни село втратило трьох чоловік, у тому числі одного добровольця Червоної Армії та двох воїнів Чехословацького армійського корпусу. 
Назву село дістало якраз  у той час, коли від горя  на Янувський діл  наближалися страшні грози. Вітер загинав гілля розкішні лози, що росли вздовж завосинського потоку. Люди знали, що з цих прутиків можна виготовляти чудові кошики, а ще добре обплітати ними глиняний посуд, щоб не бився. Бо тоді зазвичай все тримали в глиняних глечиках. Отже, обплетений лозиною посуд, безпечно зберігав вино, молоко і інше.
На місці, де зараз розташована сільська церква появилися перші поселення житла. Тут жили гарні, як квіточки дівчата. Люди були веселі, щедрі, гостинні, вміли цінувати дружбу і приязнь. Тому всіх гостей і подорожніх пригощали, чим могли, та ще й наливали чарочку запашного вина. Торгував цим напоєм спритний чоловік, який не відмовляв давати товар і на «віру». Своєму постачальнику він завжди казав, що може завозити вино без обмеження. А одного разу він попросив старого Гельмана (так звали постачальника), щоб завіз у село сіна для корів. Він так і крикнув голосно « Завозь сіно!». Це йому так сподобалося, гендляреві, що він почав говорити: «Іду туди де завоссіно». Від тоді за поселенням так і закріпилась така незвичайна назва.

## Населення
Згідно з переписом УРСР 1989 року чисельність наявного населення села становила 236 осіб, з яких 118 чоловіків та 118 жінок.
За переписом населення України 2001 року в селі мешкала 191 особа.

### Мова
Розподіл населення за рідною мовою за даними перепису 2001 року:
| Мова            | Кількість | Відсоток |
| --------------- | --------- | -------- |
| українська      | 191       | 98.96%   |
| російська       | 1         | 0.52%    |
| інші/не вказали | 1         | 0.52%    |
| Усього          | 193       | 100%     |

## Пам'ятки
У 1751 році джерела згадують про дерев'яну церкву, яка знаходилася в доброму стані мала два дзвони та святі образи, намальовані на полотні. Тепер у селі є мурована церква Воздвиження Чесного Хреста. Спорудженна у 1880 році головною прикрасою церкви є її чудовий іконостас.
Церква Воздвижения Чесного Хреста. 1880.
В 1751 р. згадано дерев'яну церкву св. Миколи в доброму стані, з двома дзвонами та трьома образами і апостолами, намальованими на полотні.
Зараз у селі стоїть типова мурована церква, а до неї церкви стояли на трьох місцях. Особливістю церкви є грубі муровані виступи, що нагадують внутрішні контрфорси.
Мурованого склепіння немає, з дощок настелено плоске перекриття. Головною окрасою інтер'єру є чудовий іконостас.
Біля церкви стоїть хрест з прізвищами всіх емігрантів до США, що жертвували на церкву. Поруч — проста дзвіниця з двома дзвонами, відлитими в Ужгороді у 1927 р., та ще одним стародавнім дзвоном.

## Соціальна сфера
Неможна оминути таку важливу споруду, для села — як клуб. Клуб працює в невеличкому селі з невеличкою кількістю людей, у якому нараховується 193 жителів села.
Перші згадки про клуб в 1954 році у селі Завосино був відкритий у пристосованому приміщенні в центрі села, де зараз також розташований ФАП. На культурній ниві трудилися: від 1945 до 14 вересня 1949 Пшеградська;
14 вересня 1949 11 серпня 1956 року Голош Іван Михайлович;
11 серпня 1956 до 25 серпня 1958 року Калинич Михайло Васильович;
23 жовтень 1960 до 24 грудня 1962 року Мицода Анна Юріївна;
24 грудня 1962 до 24 грудня 1968 Новак Марину Андріївну;
21 липня 1968 до1970 Сакулич Юрій.
Цуга Ганна Юріївна працювала старанно, але згодом переїхала до Малого Березного, Сакулич Юлія Юріївна доля повела її до Ужгорода, Кич Ганна Юріївна, Балаж Марія Іванівна, Пильник Маряна Юріївна працювала з липня 1980 до 1982 до весни. Після закінчення школи стала зав клубом села Завосина. Потім поступила у вищий навчальний заклад. В той час були «Червоний куток» при фермі, і працівники культури повинні були випускати стін газети присвячені всім святам. В клубі демонстрували кіно, своє дозвілля селяни проводили в клубі: грали більярд, волейбол, доміно, шашки, шахи. Шелеснак Марія Михалівна. З 1989 вересня Поляк Наталія Олексіївна, яка працює зараз.
В клубі працює одна штатна одиниця працівника. Клуб села Завосина знаходиться на балансі сільської ради, яка знаходиться у селі Малий Березний. Головою сільської ради працює Мицода Іван Іванович, секретар Алахярова Василина Михалівна. Також в нашому селі є два сільські депутати Цуга Василь Андрійович, Білий Віталій Марянович. Іван Іванович допомагає разом з сільськими депутатами організовувати масові заходи та виїзні концертні номери, наприклад: тематичні вечори, вікторини, концерти, виставки народних умільців, фестивалі.
Завідувач клубу відносно до покладених на нього завдань забезпечує реалізацію державної політики з питань культури, створює умови для розвитку самодіяльних гуртів, музичного, хореографічного, декоративно-прикладного мистецтва, різних видів народного мистецтва, самодіяльної народної творчості, організації виставок.
Проводить огляди, конкурси самодіяльної народної творчості, виставки творів декоративно-прикладного мистецтва.
В клубі села Завосина організовується повсякденне дозвілля населення, створюються необхідні умови для їх культурного спілкування і відпочинку.

## Туристичні місця
- храм  Воздвижения Чесного Хреста. 1880.
- хрест з прізвищами всіх емігрантів до США, що жертвували на церкву